# Emilia Serrano de Wilson

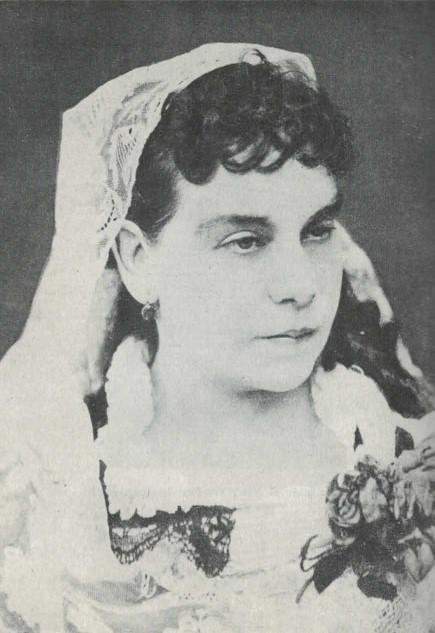
Emilia Serrano García, 1854

Emilia Serrano García, Baronesa de Wilson (* 3. oder 4. Januar 1834 in Granada; † 1. Januar 1923 in Barcelona) war eine spanische Schriftstellerin und Journalistin. Sie war viel auf dem amerikanischen Kontinent unterwegs und hinterließ Werke wie Maravillas americanas und América y sus mujeres über diese Reisen. Zwischen 1857 und 1861 gab sie in Madrid die Zeitungen La Caprichosa und La Nueva Caprichosa heraus. Sie arbeitete auch für diverse weitere Publikationen wie El Eco Ferrolano, El Último Figurín, El Correo de la Moda, Las Hijas del Sol, La Primera Edad, El Gato Negro, La Ilustración Artística oder Álbum Salón.

## Leben
Emilia Serrano de Wilson wurde als Tochter des Notars und Diplomaten Ramón Serrano und María García in eine privilegierte Familie hineingeboren. Die Lebensdaten sind nicht völlig sicher, was auch daran liegt, dass Serrano de Wilson selbst eine Autobiografie mit offensichtlich konstruierten Daten hinterließ.
Sie wuchs in Paris auf und ab dem fünften Lebensjahr besuchte sie das Collège du Sacré-Coeur. Von klein auf fühlte sie sich dank ihrer Lektüre in der Familienbibliothek stark zum amerikanischen Kontinent hingezogen. Sie schrieb später:

„«Los Viajes de Cristóbal Colón», la «Historia de las Indias», por el P. Las Casas, «La Araucana», de Ercilla, y otras obras, fueron el origen de mi entusiasmo por América. Las escenas de la vida de los indios, descritas gráficamente; los descubrimientos y conquista, las batallas, las heroicidades de españoles y de indígenas, la lucha tenaz y justa de los hijos del Nuevo Mundo contra los invasores, me enajenaron hasta el punto de olvidarme de todo lo que no era leer, dándose el caso de renunciar á paseos y á otras distracciones, por entregarme á mi pasión favorita.“

„Die Reisen des Kolumbus, die Historia de las Indias von Pater Las Casas, Ercillas La Araucana und andere Werke waren der Ursprung meiner Begeisterung für Amerika. Die Szenen aus dem Leben der Indianer, die anschaulich beschrieben wurden, die Entdeckungen und Eroberungen, die Schlachten, die Heldentaten der Spanier und der Indianer, der zähe und gerechte Kampf der Söhne der Neuen Welt gegen die Eindringlinge, entfremdeten mich bis zu dem Punkt, an dem ich alles vergaß, was nicht Lesen war, bis zu dem Punkt, an dem ich Spaziergänge und andere Aktivitäten aufgab.“

Ihr Zusatzname „Baronesa de Wilson“ soll nach Serrano de Wilsons Angaben von einem Ehemann, einem Baron Wilson, stammen, der zwei Jahre nach der Heirat gestorben sein soll. Weder für die Heirat noch die Person gibt es jedoch Beweise, so dass dies wie anderes ihrer Autobiografie erfunden sein könnte. Aus der Ehe oder aus einer Äffäre mit José Zorrilla hatte sei eine Tochter, Margarita Aurora, die allerdings im Alter von vier Jahren starb. 1874 heiratete sie den Arzt Antonio García Tornel, mit dem sie ebenfalls verwitwet war und keine Kinder hatte.
In den späten 1950er und frühen 1960er Jahren hatte sie eine erste Schaffensperiode, in der sie Werke in fast allen literarischen Gattungen veröffentlichte: das Versgedicht Las siete palabras de Cristo en la Cruz (1858), den Roman El ángel de la paz (1859), das Versgedicht El camino de la Cruz (1859), das historische Gedicht Alfonso el Grande (1860), das frauenpädagogische Essay Almacén de las señoritas (1860), zwei Reisebücher, Manual, o sea Guía de los viajeros en Francia y Bélgica (1860) und Manual, o sea Guía de los viajeros en Inglaterra, Escocia e Irlanda... para uso de los americanos (1860) und die historische Legende ¡¡Pobre Ana!! (1861).
Ihre erste Reise auf die Antillen, nach Kuba und Puerto Rico ist für 1865 überliefert. In den nächsten zwanzig Jahren besuchte sie viele verschiedene Länder in Lateinamerika mehr als fünfmal, zuletzt bis 1914. Ihr Wagemut, ihre Bildung und ihre Weltoffenheit halfen ihr, soziale und persönliche Netzwerke zu knüpfen, die sie mit großen kulturellen und politischen Persönlichkeiten verbanden. Sie wurde so zur Beraterin von Machthabern wie dem mexikanischen Präsidenten Porfirio Díaz, zur offiziellen Historikerin von Ländern wie Venezuela und Mexiko und zur meistgelesenen Autorin an lateinamerikanischen Schulen.

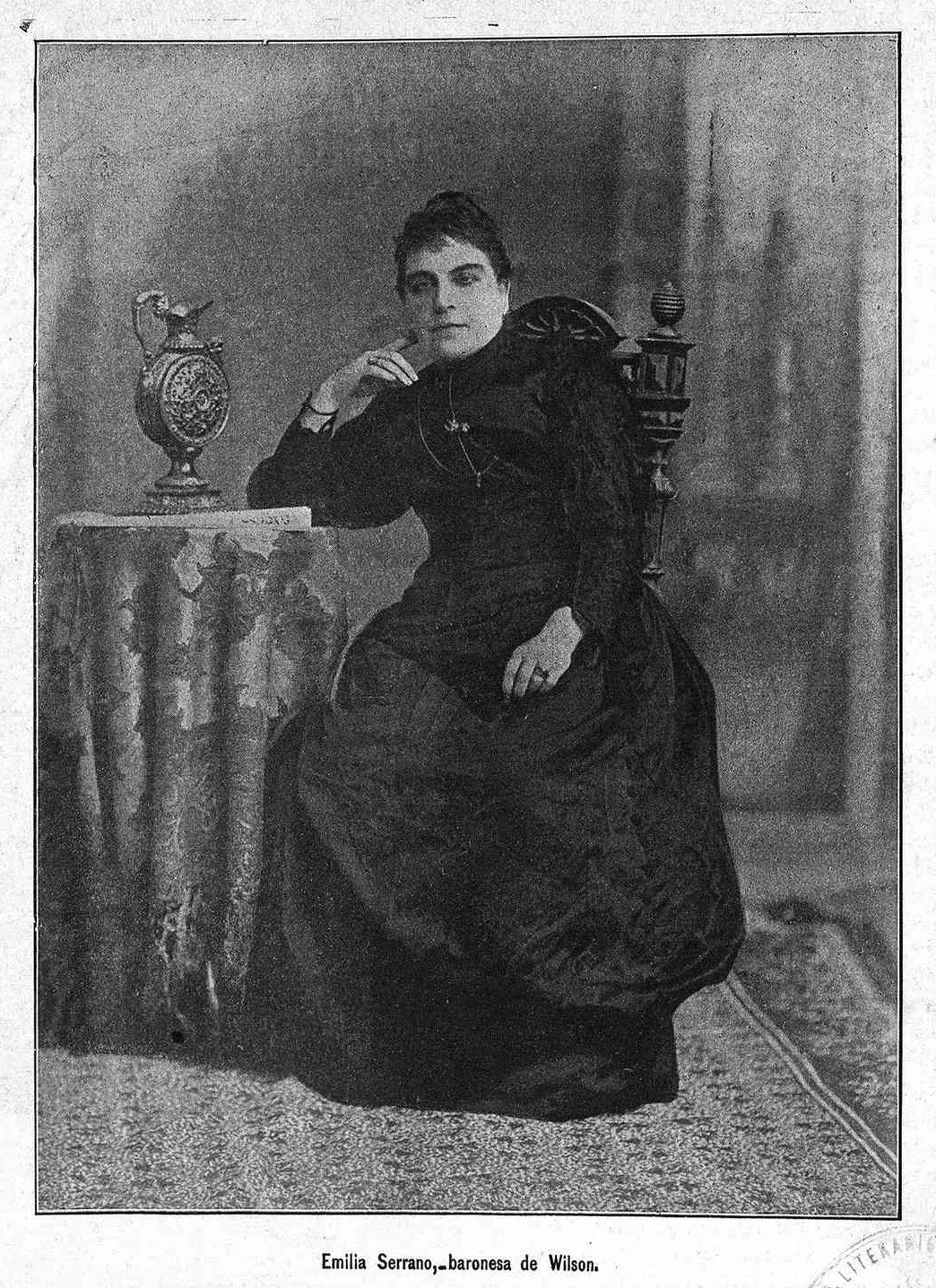
Emilia Serrano, Baronesa de Wilson, 1898

Das Ergebnis dieser Reisen und der daraus resultierenden Studien waren zahlreiche Bücher, wie unter anderem La ley del progreso. Páginas de instrucción pública para los pueblos sud-americanos (1880), Una página en América. Apuntes de Guayaquil a Quito (1880), Americanos célebres (1888), América y sus mujeres (1890), De Barcelona a México (1891), América en fin de siglo (1897), El mundo literario americano (1903) oder Maravillas americanas (1910). All dies machte sie zu einer der bedeutendsten Figuren der Reiseliteratur des 19. Jahrhunderts. América y sus mujeres  ist ihr bekanntestes Buch, ein für die Reiseliteratur seiner Zeit typisches Werk. Darin schildert sie ihre Reisen durch praktisch alle Länder Amerikas und dabei insbesondere Begegnungen mit den Männern und vor allem mit den wichtigsten Frauen dieser Länder, aber auch mit den Ureinwohnern und Bauern. Sie beschreibt Bräuche, Industrien, Gebäude, Denkmäler, die Vegetation, die Ernährung, die Landschaften, die Fauna, den Verkehr, die ethnischen Gruppen, die Geschichte und die Geschichten der Orte, die sie besuchte.
Auch in anderen Schriften  waren Nachrichten über Leben und Werk zahlreicher zeitgenössischer Schriftstellerinnen, Philanthropinnen und Künstlerinnen ein Schwerpunkt.
Zwischen den Reisen veröffentlichte sie immer wieder Romane oder historische Romane wie La familia de Gaspar (1867), El ramillete de pensamientos (1868), La senda del deber (1869), Sembrar para recoger (1870), El árbol sano y el vicioso, o Rosas y abrojos (1870), La miseria de los ricos (Historia de dos millones) (1872), Los pordioseros del frac (1875), Almeraya. Leyenda árabe (1883), Del cielo a la tierra (1896), Las perlas del corazón (1911) oder Cuatemoc o el Mártir de Izancanac. Novela histórica.
Sie verbrachte die Zeit zwischen den Reisen wechselnd in Paris und in Spanien. In Paris war sie am Hof der im Exil lebenden Königin Isabella II. und kam mit Persönlichkeiten der französischen Romantik und Literatur zusammen, wie Alphonse de Lamartine und Alexandre Dumas. Für letzteren wurde sie die Verwalterin seiner Übersetzungsrechte ins Spanische. Während eines Aufenthalts in Paris gründete sie 1857 die Frauenzeitschrift La Caprichosa, die sie bis 1860 leitete und die sowohl in Spanien wie in Lateinamerika ein großer Erfolg war.
In Spanien verstärkte ihre journalistische Tätigkeit, vor allem in Barcelona, wo sie sich in den späten 1980er und frühen 1990er Jahren niederließ, um Handelsprojekte mit Lateinamerika zu begleiten. Zwischen 1887 und 1916 veröffentlichte sie insgesamt 39 Artikel in der Zeitschrift La Ilustración Artística de Barcelona, deren Hauptthema Lateinamerika war. Hervorzuheben ist ihre Freundschaft mit Víctor Balaguer, denn aufgrund dieser Beziehung schenkte sie ihre präkolumbische Sammlung dem von Balaguer gegründeten Museum, der Biblioteca Museu Víctor Balaguer in Vilanova i la Geltrú.
Sie war Ehrenmitglied verschiedener spanischer und lateinamerikanischer Institutionen und erhielt diverse Auszeichnungen, zum Beispiel den Orden del Libertador in Venezuela.
Der Erste Weltkrieg und ihre geschwächte Gesundheit erlaubten ihr nach 1914 keine weitere Reisen mehr nach Lateinamerika.  Die letzten Jahre ihres Lebens verbrachte sie damit, eine unvollendete Historia General de América zu schreiben, bis sie am 1. Januar 1923 an den Folgen einer chronischen Bronchitis starb. Ihr Leichnam wurde in einem Massengrab auf dem Cementiri de Montjuïc beigesetzt.